# Santa Fosca
Fosca (Sabrata, prima metà del III secolo – Sabrata, 250-251) fu una donna vissuta durante il proconsolato di Quinziano. Vergine, e martire, la Chiesa cattolica l'ha proclamata santa.

## Agiografia
Della vita di santa Fosca non si hanno notizie certe, a parte quelle, non verificabili, che compaiono nei martirologi tardomedievali. L'agiografia di Santa Fosca compare in versioni differenti tra loro in diversi codici medioevali. Tra le varie versioni si segnala per ampiezza quella contenuta nel Codex Carthusiae Coloniensis.
Secondo la tradizione, Fosca e la sua nutrice Maura sarebbero vissute a Sabrata, una città della Libia, nel III secolo. Fosca, figlia di genitori pagani, sentì parlare della religione cristiana all'età di quindici anni. Rivelò il desiderio di conoscere meglio i misteri di tale religione dapprima alla nutrice e poi alla madre. Le tre donne si recarono in segreto da un sacerdote cristiano, Ermolao, che battezzò Maura e Fosca . Venuto a conoscenza del battesimo, Fosca fu punita dal padre, che la rinchiuse in una stanza per tre giorni senza darle cibo. L'uomo tentò più volte di convincerla ad abiurare il Cristianesimo, ma Fosca rimase ferma nella sua decisione.
Giunto in città il nuovo proconsole Quinziano, il padre gli consegnò Fosca e Maura. I soldati inviati a trarle in arresto le trovarono in casa in compagnia di un angelo, cosicché non osarono condurle con sé. In seguito le due donne si consegnarono spontaneamente alle autorità.
Poiché entrambe si rifiutavano di abiurare il Cristianesimo, furono prima torturate e infine uccise con un colpo di spada nel fianco, un 13 febbraio.
Quando la Libia fu conquistata dai musulmani, le loro spoglie furono portate a Torcello, un'isola della laguna veneta, da un marinaio di nome Vitale.
Le spoglie di Santa Maura sono attualmente raccolte nel transetto di destra della chiesa di Santa Maria di Lourdes in Milano.

## Culto
Il martirio di santa Fosca viene ricordato, congiuntamente a quello di santa Maura, il 13 febbraio.
Secondo un calendario liturgico veneziano del secolo XI (Kalendarium venetum), il 3 novembre viene ricordato il miracoloso ritrovamento delle reliquie di santa Fosca da parte del marinaio Vitale, che poi le avrebbe portate a Torcello.
Sulla base delle cronache storiche possiamo affermare che il suo culto si diffuse a partire dal XII secolo. In quell'epoca la Repubblica di Venezia si stava affermando nello scenario mediterraneo. La sua politica di potenza passava anche per l'acquisizione di prestigio religioso. Quest'ultimo veniva conseguito anche mediante l'acquisizione delle reliquie del maggior numero possibile di martiri. 
Di certo, comunque, il più antico libro degli anniversari della basilica di Aquileia, codice scritto a partire dalla fine del XIII secolo, riporta, sotto la data del 13 febbraio e con la mano del primo copista (che termina le sue registrazioni nel 1308), la seguente frase: Fusce virg. et mart. passio.    
In questo clima di "corsa alle reliquie" si colloca anche l'arrivo in Laguna dei corpi delle sante Fosca e Maura. Con ogni probabilità essi provenivano effettivamente dal Nord Africa, come sostiene la leggenda. I nomi stessi delle due martiri suggeriscono questa origine. Infatti, pare che non si tratti di nomi propri di personaggi storici realmente esistiti, bensì di nomi "ricostruiti" sulla base della provenienza geografica delle reliquie. Siccome queste provenivano da terre africane, è abbastanza evidente perché le due donne fossero state chiamate Fosca (cioè “scura”) e Maura (cioè "originaria della Mauritania").
Dalla laguna veneta il culto di santa Fosca si diffuse verso l'entroterra. Esso rimase sostanzialmente limitato entro i confini della Repubblica di Venezia.

### Patronati
Santa Fosca è patrona delle seguenti località italiane:
- Agrons frazione di Ovaro (UD)
- Altivole (TV)
- Basaldella frazione di Vivaro (PN)
- Borgnano frazione di Cormons (GO)
- Casacorba frazione di Vedelago (TV)
- Cornuda (TV)
- Dueville (VI)
- Frisanco (PN)
- Roncadelle frazione di Ormelle (TV)
- Santa Fosca frazione di Selva di Cadore (BL)
- Torcello  (VE)

All'estero
- Gimino (Croazia)